# Pisaura ancora
Pisaura ancora là một loài nhện trong họ Pisauridae.
Loài này thuộc chi Pisaura. Pisaura ancora được Kap Yong Paik miêu tả năm 1969.